# Waleed bin Ibrahim Al Ibrahim

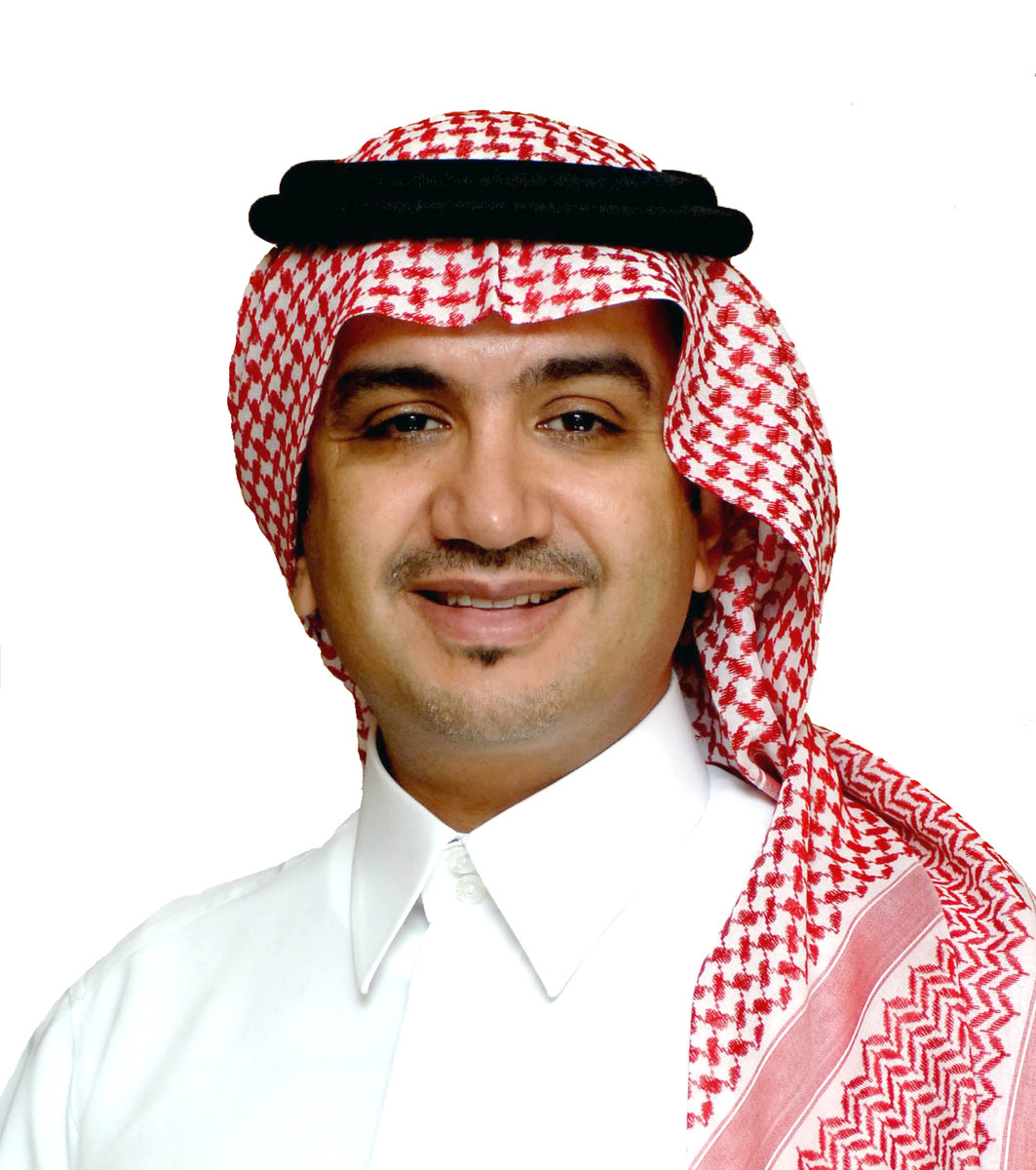
Waleed bin Ibrahim Al Ibrahim

Waleed bin Ibrahim Al Ibrahim (arabisch وليد الإبراهيم; Walid al-Ibrahim) ist ein saudi-arabischer Unternehmer. Er ist verwandt mit König Fahd ibn Abd al-Aziz.
Waleed Al Ibrahim  ist Gründer, Eigentümer und Vorsitzender des saudi-arabischen Medienkonzerns Middle East Broadcasting Company (MBC). Am 4. November 2017 wurde er im Zuge einer Antikorruptionskampagne in Saudi-Arabien verhaftet. Drei Monate später wurde er wieder freigelassen.

## Auszeichnungen
- Jordanien: Wisam al-Istiqlal (Der Orden der Unabhängigkeit, arabisch وسام الاستقلال)